# Hartmann Books
Hartmann Books ist ein 2016 gegründeter Buchverlag in Stuttgart. Der Spezialist für Kunst- und Fotobücher wurde 2021 mit einem der drei Spitzenpreise des Deutschen Verlagspreises ausgezeichnet.

## Geschichte
Die Gründer und Inhaber, das Ehepaar Angelika und Markus Hartmann, waren zuvor seit den frühen 1990ern in verschiedenen Verlagen und anderen kulturellen Institutionen als leitende Angestellte tätig. 2014 entschieden sie, sich unternehmerisch selbständig zu machen mit der Gründung der Ausstellungs- und Künstleragentur Hartmann Projects. Juristisch wählte man die Rechtsform GbR. Aus diesem weiterhin bestehenden Unternehmen heraus erfolgte dann zwei Jahre später die Verlagsgründung von Hartmann Books. Die frühere Herstellungsleiterin im Hatje Cantz Verlag und heutige freie Produktionerin Nadine Engler war von 2016 bis Ende 2018 als Dritte am Unternehmen beteiligt und gestaltend aktiv. Markus Hartmann brachte eine Ausbildung zum Verlagskaufmann im Verlag Gerd Hatje (1982–1984), ein Studium an der Hochschule der Medien Stuttgart (HdM) ein sowie 23 Jahre Programmleitung beim Verlag Hatje Cantz ein. Die gebürtige Stuttgarterin Angelika Hartmann brachte ebenfalls ein Studium an der HdM sowie ein Aufbaustudium Kulturmanagement an der PH Ludwigsburg mit sowie jahrelange Berufserfahrung als Buchherstellerin und Projektmanagerin bei MairDumont und Hatje Cantz sowie als Kulturmanagerin beim Architekturbüro SL Rasch aus Leinfelden-Echterdingen. Sie tritt zudem seit 2005 künstlerisch in Erscheinung mit dem Duo Wahlverwandt. Unter dem Namen Hartmann Projects betreiben sie seit 2018 in Stuttgart eine Galerie für Fotokunst, in der monografische und thematische Ausstellungen mit Fotokünstlerinnen und -künstlern gezeigt werden, oft aber nicht immer im Zusammenhang mit dem Verlagsprogramm von Hartmann Books. In den Räumen der Galerie im Stuttgarter Süden befinden sich auch das Verlagsbüro mit Shop und Bibliothek.
In der Jurybegründung zu den Spitzenpreisträgern des Deutschen Verlagspreises 2021 heißt es, die bei Hartmann Books verlegten Bücher würden „sowohl durch ihre originelle Konzeption als auch durch ihre individuelle Gestaltung und die hohe handwerkliche Qualität bestechen. Bereits in den ersten fünf Jahren seit seiner Gründung hat dieser Stuttgarter Verlag ein beeindruckendes Spektrum an Themen und Formen hervorgebracht, vom Dokumentarischen zur freien Kunst, von der Auseinandersetzung mit historischen Gegebenheiten zu zeitgenössischen Experimenten.“
2023 gewann Hartmann Books erneut einen Deutschen Verlagspreis mit Gütesiegel. Weitere Preise gewannen Bücher des Verlages bei der Stiftung Buchkunst, beim DAM Architectural Bookaward und beim Deutschen Fotobuchpreis.
Zu den verlegten Fotografen gehören etwa Robert Adams, Erieta Attali, Peter Bialobrzeski, Johanna Diehl, Guido Guidi, Volker Hinz, Gerry Johansson, Michael Kerstgens, André Kirchner, Ingar Krauss, Beatrice Minda, Ute Mahler, Werner Mahler, Loredana Nemes, Barbara Probst, Ludwig Schirmer, Alfred Seiland, Gerhard Vormwald. Zudem widmete man Themenbände der Triennale der Photographie (2018), den Künstlern der Agentur Ostkreuz und der Sibylle – Zeitschrift für Mode und Kultur 1956–1995. Auch freie Themensetzungen sind vertreten, zum Beispiel: Berlin 1945–2000: A Photographic Subject (2020). Von der kanadischen Berliner Kunsthistorikerin Candice M. Hamelin wurden dafür exemplarische Arbeiten von über 20 Fotografen ausgewählt, die im Multi-Dialog die sozialen, politischen und kulturellen Veränderungen der Stadt über die Jahrzehnte dokumentieren. In geringerer Anzahl sind auch Designer, Architekten und weitere bildende Künstler im Verlagsprogramm vertreten, wie etwa bei Fleckhaus – Design, Revolte, Regenbogen (2017) zum legendären deutschen Designer Willy Fleckhaus oder bei Erieta Attali, Kengo Kuma – Mirror in the Mirror (2024) über die naturverbundene Architektur des japanischen Architekten Kengo Kuma.

## Belege
1. ↑  Wahlverwandt**: Anne Schubert und Angelika Hartmann, Stuttgart, wahlverwandt.com, abgerufen am 3. Juli 2021
2. ↑  Begründung der Verlagspreis-Jury 2021, boersenblatt.net vom 1. Juli 2021, abgerufen am 2. Juli 2021
3. ↑  Die Preisträger 2023 - Die Beauftragte der Bundesregierung für Kultur und Medien. Abgerufen am 20. Februar 2025.
4. ↑  Ausstellung Reinbeckhallen »Berlin, 1945–2000: A Photographic Subject«, kunstleben-berlin.de vom 1. Oktober 2020, abgerufen am 2. Juli 2021
5. ↑  Hartmann Books: Berlin 1945-2000, profifoto.de vom 23. November 2020, abgerufen am 2. Juli 2021
6. ↑  Janine Muckermann: Fotoausstellung in den Reinbeckhallen: Berlin im Zeitraffer, ausführliche Rezension auf monopol-magazin.de vom 21. September 2020, abgerufen am 2. Juli 2021